# Horst Hanfland
Horst Hanfland (* 9. Oktober 1937 in Guben) ist ein deutscher Technologe und früherer Volkskammerabgeordneter der DDR für die Freie Deutsche Jugend (FDJ).

## Leben
Hanfland ist der Sohn eines Angestellten. Nach dem Besuch der Grundschule in Guben nahm er 1952 eine zweijährige Lehre als Maschinenschlosser auf. Danach arbeitete er in diesem Beruf. Von 1955 bis 1958 besuchte er die Ingenieurschule für Werkzeugmaschinenbau in Karl-Marx-Stadt. 1958 wurde er Technologe im VEB Schwermaschinenbau „Heinrich Rau“ Wildau. 1964 war er dort Assistent beim Technischen Direktor. Er lebte damals in Zeuthen.

## Politik
Hanfland trat 1952 in die FDJ und gleichzeitig in den FDGB ein. 1960 wurde er Mitglied des DTSB und übernahm 1962 die Leitung einer Sektion der BSG Motor Wildau. Von 1961 bis 1963 war er Mitglied der FDJ-Leitung im VEB Schwermaschinenbau Wildau.
In der Wahlperiode von 1963 bis 1967 war er Mitglied der FDJ-Fraktion in der Volkskammer der DDR.